# Adelebsen
Adelebsen es un municipio situado en el distrito de Gotinga, en el estado federado de Baja Sajonia (Alemania), a una altitud de 180 metros. Su población a finales de 2016 era de unos 6600 habitantes.
Se encuentra ubicado a poca distancia al este de la frontera con el estado de Hesse.